# Kaj Pedersen
Kaj "Frø" Å. Pedersen født 23. juli 1948 er en tidligere dansk atlet.
Pedersen startede karrieren i Østerbro-klubben Københavns IF men i forbindelse med splitringen af KIF i 1973 gik han med i den nystartede AK73, og startede i 1980'erne for Hvidovre IF. Han vandt seks danske meterskaber alle indendørs; fire på 60 meter og to i trespring.
Pedersen deltog i indendørs Europa mesterskaberne 1974 på 60 meter, hvor han blev slået ud i de indledende heat.

## Internationale mesterskaber
- 1974 EM-inde 60 meter inde nummer 24 6,97

## Danske mesterskaber
- Guld 1981 60 meter inde 6,9
- Guld 1976 60 meter inde 6,7
- Sølv 1975 100 meter 10,89
- Bronze 1975 200 meter 22,49
- Guld 1975 60 meter inde 6,9
- Sølv 1974 100 meter 11,0
- Guld 1974 60 meter inde 6,7
- Guld 1974 Trespring inde 14,16
- Bronze 1973 100 meter 10,8
- Bronze 1973 Trespring 14,51
- Guld 1973 Trespring inde 13,46
- Sølv 1972 Trespring 13,76

## Personlige rekorder
- 100 meter: 10.6h 1974
- 200 meter: 21.7h 1975
- 400 meter: 49,9h 1975
- Trespring: 14,51 1973
- Længdespring: 7,01 1973